# Phostria patricialis
Phostria patricialis là một loài bướm đêm trong họ Crambidae.